# Xanthephialtes oculatus
Xanthephialtes oculatus är en stekelart som först beskrevs av Brulle 1846.  Xanthephialtes oculatus ingår i släktet Xanthephialtes och familjen brokparasitsteklar. Inga underarter finns listade i Catalogue of Life.